# Protohermes stangei
Protohermes stangei is een insect uit de familie Corydalidae, die tot de orde grootvleugeligen (Megaloptera) behoort. De wetenschappelijke naam van de soort werd voor het eerst geldig gepubliceerd in 2019 door Liu en Dobosz.